# 2 Dywizja Kawalerii (Cesarstwo Niemieckie)
2 Dywizja Kawalerii (niem. 2. Kavallerie-Division)  – związek taktyczny Armii Cesarstwa Niemieckiego. 
W sierpniu 1914 rozwinięto w Niemczech do etatów wojennych istniejące w okresie pokoju związki operacyjne (armie) i związki taktyczne. W składzie II Korpusu Kawalerii została rozwinięta między innymi 2 Dywizja Kawalerii. W I wojnie światowej dywizja walczyła na froncie zachodnim.

## Struktura organizacyjna
Skład od 2 VIII 1914 do 20 IX 1915:
- dowództwo dywizji
- 5 Brygada Kawalerii
  - 2 pułk dragonów
  - 3 pułk ułanów
- 8 Brygada Kawalerii
  - 7 pułk kirasjerów
  - 12 pułk huzarów
- Brygada Huzarów Lejbgwardii
  - 1 pułk huzarów
  - 2 pułk huzarów